# مقاطعات غرناطة الجديدة المتحدة
مقاطعات غرناطة الجديدة المتحدة كانت بلدًا في أمريكا الجنوبية من 1811 إلى 1816، وهي الفترة المعروفة في كولومبيا بفترة الوطن الأم الحمقاء. تشكلت المقاطعات من مناطق مملكة غرناطة الجديدة المقابلة تقريبًا لأراضي كولومبيا الحديثة. كانت الحكومة دولة اتحادية ذات نظام برلماني يتألف من مؤتمر قوي ونظام تنفيذي ضعيف. استعادت إسبانيا البلاد في العام 1816.

## الحكومة

### الثلاثية
بعد محاولتين لإنشاء كونغرس، تمكنت ولاية كونديناماركا من عقد كونغرس للمقاطعات المتحدة اجتمع في أواخر عام 1811. أُصدر قانون الاتحاد في 27 نوفمبر 1811، مما سمح للكونغرس أن ينفذ فرع تنفيذي منفصل، إذا شعر أنه مطلوب. أُنشئ الفرع التنفيذي المتألف من ثلاثية في العام 1814 بعد أن هزم جيش ملكي من باستو وبوبايان جيشًا من كونديناماركا (التي لم تقبل الاتحاد. في الواقع، أرسلت قواتها ضد الفكرة). رشح الكونغرس مانويل رودريغيز توريس، رئيس ولاية كارتاخينا؛ خوسيه مانويل ريستربو، وزير خارجية أنتيوكيا، وستوديو غارسيا روفيرا، حاكم مقاطعة سوكورو. وفي وقت الترشيح، كان المسؤولون المعينون يمارسون وظائفهم، لذلك تم استبدالهم مؤقتًا بأعضاء الكونغرس: خواكين كاماتشو، ممثلًا لمقاطعة تونخا، وخوسيه ماريا ديل كاستيلو واي رادا وخوزيه فيرنانديز مدريد، وكلاهما ممثلين عن محافظة كارتاخينا. تم افتتاح الثلاثية في 5 أكتوبر 1814.
وفي 12 يناير 1815، وصل الكونغرس إلى سانتا في دي بوغوتا، بعدما أَجبر جيشها، الذي يرأسه سيمون بوليفار، كونديناماركا على الاتحاد في ديسمبر 1814. أُستبدلت الثلاثية المؤقت في 21 يناير 1815 من قبل الأعضاء المعينين الأصليين، باستثناء خواكين كاماتشو، الذي رفض الترشيح، وكان أول رئيس للثلاثية هو خوسيه ميغيل باي دي أندرادي، الذي كان حاكم بوغوتا. وفي 17 أغسطس، قدم غارسيا روفيرا استقالته من رئاسة الثلاثية إلى الكونغرس في 11 يوليو، حيث أُستبدل بأنطونيو فيلافيسينسيو.

### التقسيمات الإدارية
صدقت محافظات أنتيوكيا وكارتاخينا ونييفا وبنبلونة وتونخا على قانون الاتحاد. وبموجب القانون فقد كان لكل محافظة حرية كتابة دستورها وتشكيل حكومتها الخاصة. أنشأت مناطق أخرى من مملكة غرناطة الجديدة حكوماتها الخاصة واتحاداتها الكونفدرالية (على سبيل المثال المدن الكونفدرالية في وادي كاوكا من 1811 حتى 1812) أو بقيت ملكية.
في بداية الثورة، تألف تاج غرناطة الجديدة من 22 محافظة. كانت المحافظات خاضعة لسلطتي المحاكم.
كانت محكمة كيتو الملكية، التي يتمتع رئيسها بصلاحيات تنفيذية، ولاية قضائية على محافظات كيتو، وكوينكا، ولوخا، وإيبارا، وريبامبا، وباستو، وبوبايان، وبوينافينتورا وأجزاء من إدارة فالي ديل كاوكا. كانت هذه المحافظات تقع فيما يعرف الآن بجمهورية الإكوادور والجزء الجنوبي من كولومبيا.
كان لدى محكمة سانتا في دي بوغوتا الملكية ولاية قضائية على محافظات بنما وفيراغواس في ما يعرف الآن بجمهورية بنما، ومحافظات أنتيوكيا، وكارتاخينا دي إندياس، وكازاناري، وسيتارا، وماريكيتا، ونييفا، ونوفيتا، بنبلونة، وريوهاتشا، وسانتا في، وسانتا مارتا، وسوكورو، وتونخا.لقد ظلت محكمة كيتو، رغم محاولة تأسيس المجلس العسكري في عام 1809، معقلًا ملكيًا طوال حروب الاستقلال.
كانت أراضي رئاسة فنزويلا العامة جزءً من نائبي الملك، لكنها أصبحت مستقلة عنها عندما تم تأسيس الرئاسة العامة في عام 1776، وبالتالي لم تصبح أبدًا جزءً من المقاطعات المتحدة. كان للرئيس العام سلطة قضائية على محافظات كورو وكومانا وغوايانا وماراكايبو وفنزويلا أو كاراكاس (وسط فنزويلا) وجزيرة مارغريتا، وكان لها محكمتها الخاصة ومشرفها في كاراكاس. وبعد الثورة، نصبت الرئاسة العامة نفسها على أنها جمهورية.